# Ascotolinx funeralis
Ascotolinx funeralis är en stekelart som beskrevs av Girault 1913. Ascotolinx funeralis ingår i släktet Ascotolinx och familjen finglanssteklar.
Artens utbredningsområde är Papua Nya Guinea. Inga underarter finns listade.